# Карл Ялмар Брантинг
Карл Ялмар Брантинг (на шведски: Karl Hjalmar Branting) е шведски журналист, политик от Социалдемократическата работническа партия, три пъти министър-председател на Швеция (1920, 1922 – 1923 и 1924 – 1925). Той е първият в историята социалдемократ, който ръководи правителство. Брантинг проявява активност в учредяването на Лигата на нациите, удостоен с Нобелова награда за мир за 1921 г. заедно с Кристиан Лоус Ланге.

## Произход и образование (1860 – 1882)
Роден е на 23 ноември 1860 година в Стокхолм. Швеция, единствено дете в семейството на Ларс и Емеренция Брантинг. Баща му е директор на гимнастическо училище и основоположник на шведската гимнастическа система.
В детството си Карл посещава привилегированото училище „Бесков“, един от неговите съученици по-късно става крал Густав V. През 1877 г. постъпва в университета в Упсала. Брантинг има намерение да се посвети на астрономията, във връзка с което отделя много време на математиката и естествознанието. В университетските си години обаче се увлича от либералната политическа философия, след като се сблъсква с обществените недъзи безработица и бедност. В съответствие с либералните си убеждения той подкрепя със собствени средства Стокхолмския работнически институт, преживяващ финансови затруднения.

## Журналистическа дейност (1882 – 1889)
Завършвайки университета през 1882 г., Брантинг става помощник-директор на Стокхолмското астрономическо дружество. Две години по-късно се жени за Ана Ядерин и напуска дружеството, като започва да пише статии за радикалния вестник „Тиден“, редактиран от неговия земляк Клас Арнолдсон. Като редактор на чуждестранния отдел Брантинг посещава Франция, Швейцария, Германия и Русия, където разговаря с теоретици на социализма и работници. Резултат от тези разговори е убеждението му, че социализмът решава най-добре всичките съвременни проблеми. През 1885 г. Брантинг сменя Арнолдсон на длъжността главен редактор на вестника.
През 80-те години на ХІХ век либералните, политическите и социалните идеи се разпространяват все по-нашироко в Швеция. В продължение на 200 години властта в държавата се държи от закостеняла класа на консервативни бюрократи и земеделска аристокрация. През новата 1884 г. либералната партия печели за първи път победа на общите избори, а зараждащото се синдикално движение се обявява за социалистическо преустройство. Тогава литераторите Август Стриндберг, Хенрих Ибсен и Бьорнстерне Бьорнсон започват да осмиват отживелите социални и политически възгледи, господствали в Скандинавия доста дълго.
Когато през 1886 г. вестник „Тиден“ се сблъсква със сериозни затруднения, ръководителите на шведската социалистическа партия предлагат на Брантинг да организира и редактира вестник „Социал Демократен“. За 31 години, отдадени на вестника, Брантинг го превръща в едно от най-важните информационни и политически издания със социалистическо направление. Опитът, придобит при отразяването на сесиите на шведския парламент, дава на Брантинг задълбочено разбиране на политическите процеси.

## Политическа дейност (1889 – 1925)
Като активен член на социалистическата партия Брантинг подготвя речи, организира диспути, създава работнически клубове и съюзи, подкрепя стачкуващите. Той е един от основателите на Социалдемократическата работническа партия през 1889 и е избран за неин председател през 1889 г., на който пост остава до смъртта си. Под ръководството на Брантинг партията бързо заема важно място в Швеция. През 1896 г. той става първият социалдемократ, избран в парламента, през 1902 г. към него се присъединяват още трима негови съпартийци, по-нататък броят им неотклонно расте.
За 29 години в парламента Брантинг постига установяването на всеобщо избирателно право, повишаването на жизненото равнище на гражданите, като си спечелва симпатиите на работническата класа и едновременно с това не отблъсква реалистично настроената дребна буржоазия. Като един от първите антимилитаристи, той се обявява срещу отклоняването на средства за въоръжаване от социалните сфери.
| „             | Ако по време на опасност ни се наложи да се опрем на войници… които размишляват горчиво какво именно трябва да защитават на родната земя, където може да се разчита само на изнурителен труд в младостта и на приют в старостта, нашата участ ще бъде решена, с тримесечна военна подготовка или без нея. | “ |
| Карл Брантинг | |   |

Особено ярко пацифизмът на Брантинг се проявява в спора, свързан със сепаратистките стремежи на Норвегия. Макар че много шведи са готови да хванат оръжието, за да се противопоставят на отделянето на Норвегия, Брантинг, както и Арнолдсон, призовава въпросът да се реши с арбитраж. Когато през 1905 г. Норвегия обявява независимост, влиянието на Брантинг и Арнолдсон осигурява мирното разделяне на държавите.
По време на Първата световна война Брантинг и Арнолдсон се изказват за неутралитет на Швеция срещу тези, които искат страната да вземе участие във войната на страната на централните европейски държави начело с Германия. Придържайки се към политиката на неутралитета, Брантинг въпреки това симпатизира на съюзните държави, обединили се около Великобритания, Франция и САЩ заради привързаността им към либералната политическа система. Известен защитник на международния мир на основата на справедливостта, Брантинг председателства подготвителните заседания на Парижката мирна конференция през 1919 г., където присъства като представител на Швеция. Той е един от първите привърженици на Обществото на народите и оглавява в Швеция движение за присъединяване към организацията.
Приз 1917 г. Брантинг съдейства за съставяне на коалиционно правителство от либерали и социалдемократи, в което заема поста министър на финансите. Правителството успява да осъществи конституционни реформи и да даде избирателно право на всички мъже. През март 1920 г. либералите не подкрепят социалдемократическия проект за закон за данъчното облагане и за гаранции за безработните, поради което правителството подава оставка. Брантинг създава свое правителство и става първият министър-председател социалист. През октомври се провеждат избори, на които Брантинг се надява да получи превес над либералите. Като претърпява неуспех, той напуска поста министър-председател, но запазва мястото си в парламента.
Брантинг продължава работата си в Обществото на народите, представлявайки Швеция на 1-вата Асамблея през 1920 г. Като лидер на фракцията за разоръжаване, той се противи на идеята решенията на Обществото на народите да се изпълняват с помощта на военна сила. Арбитражът, смята Брантинг, решава най-добре международните конфликти.
През 1921 г. Брантинг оглавява социалистическо правителство на Швеция, като заема едновременно поста министър на външните работи. По време на това правителство, което остава на власт две години, жените получават право на глас. През 1923 г. Брантинг влиза в съвета на Обществото на народите и взема участие при решаването на спора между Италия и Гърция за островите Додеканези, които по-късно Гърция отстъпва на Италия. На следващата година Брантинг става член на комитета по разоръжаването и съдейства за приемането на Женевския протокол, поставящ началото на система за международна сигурност, основаваща се на арбитража. Той посредничи също така между Великобритания и Турция в спора за разполагането на британски войски в Истанбул (1924). Посредничеството завършва с извеждане на войските и признаване на независимостта на Турската република от Великобритания.
За трети път Брантинг става шведски министър-председател през 1924 г. През януари 1925 г. е принуден да подаде оставка по здравословни причини.

## Смърт (1925)
Умира на 24 февруари 1925 година в Стокхолм на 64-годишна възраст.